# Oospila microspila
Oospila microspila là một loài bướm đêm trong họ Geometridae.